# Egyptská hymna
Hymna Egypta je píseň Biládí, biládí, biládí (arabsky بلادي بلادي بلادي‎, „Má vlast, má vlast, má vlast“). Hudbu složil a slova napsal Sajed Darwiš (1892–1923) a v roce 1979 se píseň stala egyptskou hymnou. Přestože má moderní verze tři sloky, běžně se zpívá pouze první z nich.

## Text hymny
| Arabský text | Transliterace |
| --- | --- |
| بلادي بلادي بلادي لكِ حبي و فؤادي بلادي بلادي بلادي لك حبي و فؤادي مصر يا أم البلاد انت غايتي والمراد وعلى كل العباد كم لنيلك من اياد بلادي بلادي بلادي لكِ حبي و فؤادي بلادي بلادي بلادي لكِ حبي و فؤادي مصر يا أرض النعيم سدت بالمجد القديم مقصدى دفع الغريم وعلى الله اعتمادى بلادي بلادي بلادي لكِ حبي و فؤادي بلادي بلادي بلادي لك حبي و فؤادي مصر انت أغلى درة فوق جبين الدهر غرة يا بلادي عيشي حرة واسلمي رغم الأعادي بلادي بلادي بلادي لكِ حبي و فؤادي بلادي بلادي بلادي لك حبي و فؤادي مصر اولادك كرام أوفياء يرعوا الزمام نحن حرب وسلام وفداكي يا بلادي بلادي بلادي بلادي لكِ حبي و فؤادي | Bilādī, bilādī, bilādī Lakī ḥubbī wa fū’ādī Bilādī, bilādī, bilādī Lakī ḥubbī wa fū’ādī Miṣr yā umm al-bilād Anti ghāyatī wal-murād Wa ‘alá kull al-‘ibad Kam liNīlik min āyād Bilādī, bilādī, bilādī Lakī ḥubbī wa fū’ādī Bilādī, bilādī, bilādī Lakī ḥubbī wa fū’ādī Misru ya Ardi-nna`eem Sudti bil majdil-qadeem Maqsidee daf`ul-ghareem Wa `ala-llahi-`timaadi. Bilādī, bilādī, bilādī Lakī ḥubbī wa fū’ādī Bilādī, bilādī, bilādī Lakī ḥubbī wa fū’ādī Misr Anti Aghla Durra Fawqa Gabeen Ad-dahr Ghurra Ya Biladi 'Aishi Hurra Wa Aslami Raghm-al-adi. Bilādī, bilādī, bilādī Lakī ḥubbī wa fū’ādī Bilādī, bilādī, bilādī Lakī ḥubbī wa fū’ādī Misr Awladik Kiram Aufiya Yar'u-zimam Nahnu harbu'n wa' salam Wa fidakee ya bilādī. Bilādī, bilādī, bilādī Lakī ḥubbī wa fū’ādī |

### Moderní hymna
Při formálních příležitostech je současná egyptská hymna hrána v kratší podobě než je výše uvedený text. Moderní krátká verze je prvním odstavcem původní verze, což je následující text:
| Arabský text | Transliterace |
| --- | --- |
| بلادي بلادي بلادي لكِ حبي و فؤادي بلادي بلادي بلادي لك حبي و فؤادي مصر يا أم البلاد انت غايتي والمراد وعلى كل العباد كم لنيلك من اياد بلادي بلادي بلادي لكِ حبي و فؤادي بلادي بلادي بلادي لك حبي و فؤادي | Bilādī, bilādī, bilādī Lakī ḥubbī wa fū’ādī Bilādī, bilādī, bilādī Lakī ḥubbī wa fū’ādī Miṣr yā umm al-bilād Āntī ghāyatī wal-murād Wa ‘alá kull al-‘ibad Kam liNīlik min āyād Bilādī, bilādī, bilādī Lakī ḥubbī wa fū’ādī Bilādī, bilādī, bilādī Lakī ḥubbī wa fū’ādī |